# Rentmeister Schenkewald
Der  Rentmeister Schenkewald (auch Schenkwald) ist eine Sagengestalt aus dem Münsterland, die in der Davert, einem Waldgebiet südlich von Münster, spuken soll.

## Die Sage vom Rentmeister Schenkewald
Auf Schloss Nordkirchen lebte ein Rentmeister namens Schenkewald, der für seine Habsucht und Unbarmherzigkeit bei den Bauern gefürchtet war. Heimlich ließ er sich für seine Nachsicht mit Geld oder Hühnern bezahlen. Viele Bauern, die den Pachtzins nicht zahlen konnten, ließ er von Haus und Hof jagen. Nach seinem Tod begann er als Poltergeist im Schloss zu spuken, wo er heulend durch die Gänge zog, einige sahen ihn auch Geld zählen. Um den Geist loszuwerden, ließen die geplagten Schlossbewohner Messen lesen. In einer stürmischen Nacht hielt eine prächtige Kutsche, gezogen von vier kohlschwarzen Pferden, vor dem Schloss, der zwei Kapuzinermönche entstiegen. Diese führten den Geist in die Kutsche, die nun blitzschnell, mit Schenkewald zwischen beiden Mönchen sitzend, in die Davert fuhr. Viele Menschen haben das geisterhafte Gespann seitdem dort gesehen. Bei Berührung erhob es sich in die Lüfte.
Die Sage existiert in verschiedenen Varianten. So soll es sich bei den Kapuzinern wahlweise um Menschen oder Geister bzw. verkleidete Teufel handeln. Je nach Version bleiben die Mönche neben Schenkewald sitzen oder springen, gemeinsam mit dem Kutscher, vom Wagen. In einer von Adalbert Kuhn wiedergegebenen Version handelt es sich bei Schenkewald um einen betrügerischen Schreiber aus Drensteinfurt.  

## Entstehung
Friedrich Arnold Steinmann publizierte die mündlich überlieferte Sage bereits 1825 in seiner Sammlung Münsterscher Geschichten, Sagen und Legenden. Inwieweit die Sage auf wahren Begebenheiten beruht, ist unbekannt. Tatsächlich lassen sich zu Beginn des 18. Jahrhunderts auf Schloss Nordkirchen zwei Verwalter und Kämmerer namens Johann Heinrich Schenckwald nachweisen. Der Ältere verstarb 1709, der Jüngere wird noch 1728 urkundlich erwähnt.

## Rezeption
Die Sage ist seit dem 19. Jahrhundert vielfach publiziert worden und verfügt noch heute über einen hohen regionalen Bekanntheitsgrad. In Davensberg gibt es einen Schenkwaldweg sowie eine Schenkwaldbrücke.